# Liubotaiivka, Berezivka
Liubotaiivka (în ucraineană Люботаївка) este un sat în comuna Konopleane din raionul Berezivka, regiunea Odesa, Ucraina.

## Demografie
Componența lingvistică a localității Liubotaiivka
     Ucraineană (87,3%)
     Rusă (7,14%)
     Română (3,17%)
Conform recensământului din 2001, majoritatea populației localității Liubotaiivka era vorbitoare de ucraineană (87,3%), existând în minoritate și vorbitori de rusă (7,14%) și română (3,17%).